# Pedro Cardoso (piloto)
Pedro Cardoso (nascido em Brasília, 3 de abril de 1999) é um piloto brasileiro de automobilismo, reconhecido por sua versatilidade em categorias como kart, fórmulas e carros de turismo. Pedro acumula feitos relevantes no esporte, sendo nove vezes campeão paulista de kart, campeão sul-americano de Fórmula 4, campeão do TCR Brasil e campeão do TCR South America. Pedro Cardoso competiu por quatro anos na Stock Car, e já correu ao lado de nomes como Lando Norris, Mick Schumacher e Jüri Vips.

## Início no automobilismo
Pedro Cardoso iniciou sua carreira no automobilismo em 2008, aos 9 anos, competindo no kart. Durante seis anos, passou pelas categorias Mirim, Cadete, Junior Menor, Junior e Graduados. Nesse período, destacou-se no Brasil, conquistando diversos títulos estaduais e nacionais, e se consolidou como um dos grandes talentos do kartismo brasileiro.

## Carreira

### 2008–2014: Kart
Pedro competiu em alto nível no kart, por equipes como Sabiá Racing e PSL Karting. Nesse período, Pedro acumulou conquistas expressivas, como:
1. Nove vezes campeão paulista de kart.
2. Campeão brasileiro de kart.
3. Três vezes campeão do Super Kart Brasil (SKB).
4. Capacete de Ouro em 2013, em reconhecimento às conquistas no kart [1].

### 2014: Início nas fórmulas e Ginetta Junior
Em 2014, Pedro Cardoso iniciou sua transição para modalidades de monopostos. Pedro competiu na Ginetta_Junior_Championship Ginetta Junior Championship , disputando contra adversários como Lando Norris, e sagrou-se campeão da Copa Brasil de Fórmula Júnior.

### 2015: Fórmula 4 e Shell Racing
Em 2015, Pedro foi selecionado para o programa de pilotos da Shell do Brasil, que lhe permitiu competir em fórmulas regionais e internacionais. Seus destaques no ano incluem:
1. Campeão da Fórmula 4 Sul-Americana [3].
2. Participação na Fórmula 3 Light Brasil.

### 2016: Competições internacionais
Pedro diversificou sua experiência ao participar de competições nos Estados Unidos, Brasil e Ásia:
1. Disputou uma etapa do IMSA Lights / Road to IMSA [4].
2. Participou de etapas do Campeonato Brasileiro de Fórmula 3, pela equipe Cesario Fórmula.
3. Competiu no MRF Challenge, enfrentando jovens talentos de nível global.

### 2017: Fórmula 3 e MRF Challenge
Em 2017, Pedro competiu em categorias de fórmula com maior visibilidade internacional:
1. Disputou a Euroformula Open de Fórmula 3, pela equipe Teo Martín Motorsport [5].
2. Participou novamente do MRF Challenge, onde enfrentou adversários como Mick Schumacher e Jüri Vips.

### 2018: Transição para os carros de turismo
Pedro Cardoso migrou para carros de turismo competindo na Stock Light , a categoria de acesso à Stock Car. Pedro encerrou o campeonato em 3º lugar, correndo pela equipe Carlos Alves Competition.

### 2019–2022: Stock Car
Entre 2019 e 2022, Pedro competiu na principal categoria de turismo do Brasil, a Stock Car , acumulando experiência em equipes de destaque.

### 2023–2024: TCR Brasil e TCR South America
Em 2023, Pedro ingressou nos campeonatos TCR Brasil e TCR South America, representando as equipes Chiarelli  e, posteriormente, PMO Racing.
O ano de 2024 foi o mais bem-sucedido de sua carreira, quando conquistou:
1. Campeonato TCR Brasil [9].
2. Campeonato TCR South America [10].
3. Capacete de Ouro 2024, em reconhecimento pelas conquistas na categoria TCR [11].

## Equipes
Pedro Cardoso competiu por diversas equipes ao longo de sua carreira:

### Kart
1. Sabia Racing
2. PSL Karting

### Fórmulas
1. Cesario Fórmula e Hitech (Fórmula 3 Light Brasil)
2. Teo Martín Motorsport (Euroformula Open)

### Stock Light
1. Carlos Alves Competition

### Stock Car
1. Hot Car
2. KTF Racing
3. RMattheis
4. Crown Racing

### TCR
1. Chiarelli Racing
2. PMO Racing.

## Principais conquistas e títulos
Pedro Cardoso acumulou diversos títulos ao longo de sua carreira:

### Kart
1. 9x Campeão paulista de kart.
2. Campeão brasileiro de kart.
3. 3x Campeão do Super Kart Brasil (SKB).
4. Capacete de Ouro (2013).

### Fórmulas
1. Campeão da Copa Brasil de Fórmula Júnior (2014).
2. Campeão da Fórmula 4 Sul-Americana (2015).
3. Campeão brasileiro de Fórmula 4 (2015).

### Turismo
1. 3º lugar no Campeonato Stock Light (2018).
2. Campeão do TCR Brasil (2024).
3. Campeão do TCR South America (2024).
4. Capacete de Ouro (2024).